# Risholmen (Alver)
Ne doit pas être confondu avec Risholmen ou Risholmen (Lindås).
Risholmen est une île norvégienne dans le comté de Hordaland. Elle fait partie du territoire de l'ancienne commune de Meland, aujourd'hui rattachée à Alver.

## Géographie
Rocheuse et couverte d'une légère végétation, elle s'étend sur environ 183 m de longueur pour une largeur approximative de 97 m. 